# Théorème KAM
Pour les articles homonymes, voir KAM.
Pour un article plus général, voir théorie du chaos.
Le théorème KAM est un théorème de mécanique hamiltonienne qui affirme la persistance de tores invariants sur lesquels le mouvement est quasi périodique, pour les perturbations de certains systèmes hamiltoniens.
Il doit son nom aux initiales de trois mathématiciens qui ont donné naissance à la théorie KAM : Kolmogorov, Arnold et Moser. Kolmogorov annonça un premier résultat en 1954, mais il ne donna que les grandes lignes de sa démonstration. Le théorème de Kolmogorov fut démontré rigoureusement en 1963 par Arnold. Moser obtint au même moment un théorème de type KAM dans un cadre différentiable.
On pensait autrefois que l'hypothèse ergodique de Boltzmann s'appliquait à tous les systèmes dynamiques non-intégrables.  Le théorème KAM  met en défaut cette hypothèse, comme c'était déjà le cas avec  le résultat de l'expérience de Fermi-Pasta-Ulam-Tsingou (1953). En effet, le théorème KAM nous apprend que la perturbation d'un système intégrable ne conduit pas nécessairement à un système ergodique, mais que des tores invariants peuvent subsister dans des régions de mesure finie de l'espace des phases, correspondant à des îlots où la dynamique du système perturbé reste quasi périodique.
En mécanique céleste newtonienne, dans le cadre du problème, restreint et circulaire, à trois corps isolés en interaction gravitationnelle, le théorème KAM est utilisé pour établir tant l'instabilité de trois (L1, L2 et L3) des cinq points de Lagrange que la stabilité des deux autres (L4 et L5),. Au XIXe siècle, Joseph Liouville avait établi dès 1842 l'instabilité des trois premiers points (L1, L2 et L3) dès 1842 ; puis Gabriel Gascheau en 1843 et, indépendamment de lui, Edward J. Routh en 1875, la condition de stabilité de deux autres (L4 et L5),.